# Thiania zabkai
Thiania zabkai es una especie de araña saltarina del género Thiania, familia Salticidae. Fue descrita científicamente por Logunov en 2021.
Habita en Vietnam.